# Noud
Noud is een Nederlandse jongensnaam. Varianten zijn Nout, Naud, Noute, Ernaut, Harnoud en Nold. De naam is afgeleid van Arnout, met als betekenis 'als een adelaar heersend'. Arnout is een samenstelling van aran (arend, adelaar) en wald (heersen). De naam Noud werd na 2000 populair. In 2014 waren in Nederland 2294 naamdragers met Noud als eerste naam en 245 met Noud als volgnaam. In 2016 werd 415 maal een Noud geboren.

## Bekende naamdragers
- Noud Scholten - Nederlandse roeier
- Noud Alberts - personage uit de Nederlandse soapserie Goede tijden, slechte tijden
- Noud Bles - Nederlands schrijver
- Noud Heerkens - Nederlandse architect
- Noud Janssen - Nederlandse voetballer
- Noud Stempels - Nederlandse voetballer
- Noud van Lierop - Nederlandse priester en verzetsstrijder.
- Noud van Melis - Nederlandse voetballer
- Noud van den Eerenbeemt - Nederlandse auteur

- Naud van der Ven - politicus

- Nout Wellink - Nederlandse econoom
- Nout IngenHousz - Nederlandse drummer en zanger
- Nout Visser - Nederlandse beeldhouwer
- Nout van Dullemen - Nederlandse jurist